# أوبين كواكو
أوبين كواو (بالفرنسية: Aubin Kouakou) مواليد 1 يونيو 1991 في كوت ديفوار، هو لاعب كرة قدم إيفواري لعب سابقاً لنادي ضمك.

## وصلات خارجية
أوبين كواكو على موقع دوري كوريا الجنوبية (الإنجليزية)
- أوبين كواكو على موقع قاعدة بيانات كرة القدم.إي يو (الإنجليزية)
- أوبين كواكو على موقع Soccerway.com (الإنجليزية)